# Linne (plagg)

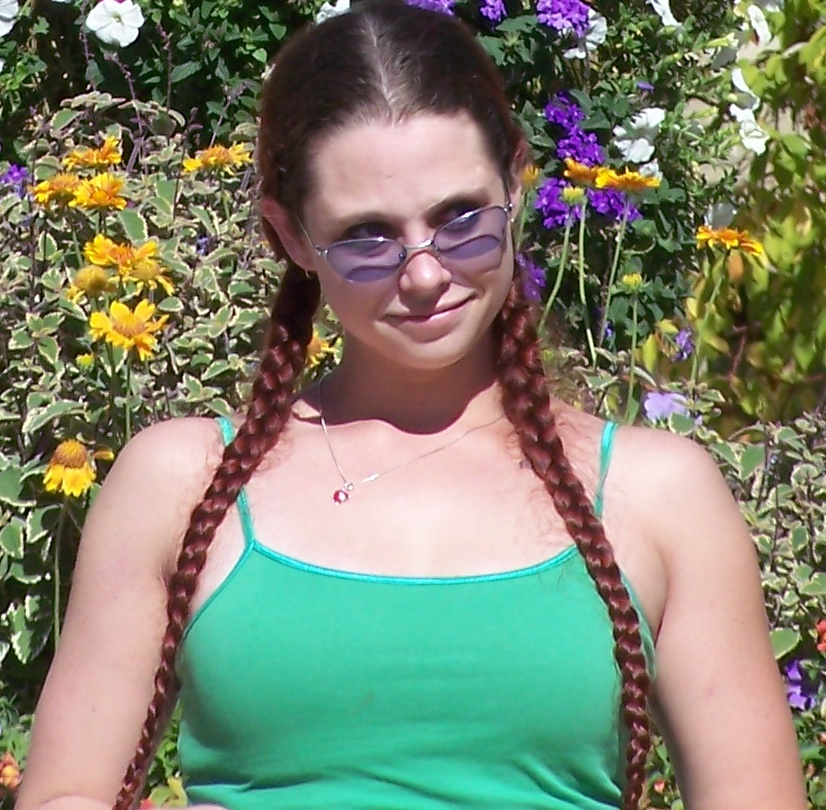
Kvinna i grönt linne.

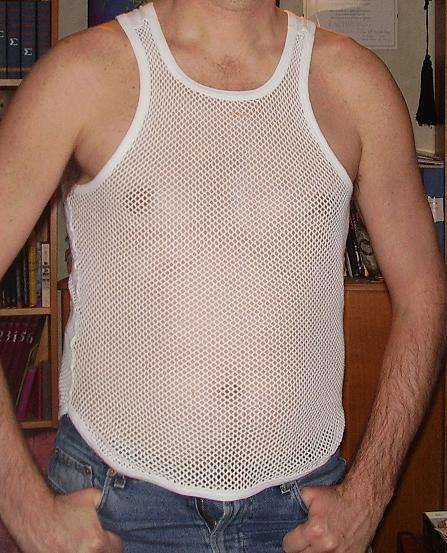
Man iförd en traditionell nätbrynja.

Ett linne är ett ärmlöst plagg för överkroppen. Linnet är ursprungligen tänkt att vara ett underplagg, men bärs idag ofta synligt utan något annat plagg över. Namnet linne kommer från lin som var det vanligaste materialet för underplagg i Europa innan bomullens intåg. Nuförtiden görs linnen oftast av bomullstrikå. Linnen för kvinnor är ofta något mer urringade och dekorerade än linnen för män.

## Typer

### Nätbrynja
Nätbrynja eller nätundertröja är ett herrplagg, ett linne som ser ut som ett nät. De tillverkas oftast i bomull. Nätbrynjan är avsedd att användas under andra plagg och skapar då en luftspalt mellan dessa och huden, vilket underlättar för kroppens temperaturreglering.
Nätbrynjor förekommer ibland för att beskriva en manlig stereotyp, slusken. Ofta då en medelålders, överviktig och öldrickande man tittande på sport på TV. Nätbrynjan kallades förr skämtsamt för loppryssja, på grund av likheten med fiskeredskapet ryssja.

### Tanktop
En tanktop (försvenskat från engelska tank top) är ett ärmlöst och figurnära trikålinne som liknar den del av en hel baddräkt som finns ovanför midjan. Den kan vara överdelen av en tankini men används också för sig själv. Namnet är hämtat från amerikansk engelska och är där en härledning från ordet tank suit som är ett äldre ord för swimsuit – "baddräkt". På brittisk engelska syftar tank top på en ärmlös pullover, medan vest (jfr. väst) används om tanktoppen. 
Ett snarlikt plagg, som saknar axelband kallas tubtopp.
Tanktopen var väldigt populär i slutet av 1980-talet och bars ofta av kändisar – även killar, till exempel Rob Pilatus i Milli Vanilli. Plagget ingår numera i tävlingsdräkten för kvinnliga friidrottare i vissa grenar.